# نيقولا السادس
نيقولا السادس (فبراير 1913 – 10 يوليو 1986) بطريرك الإسكندرية للروم الأرثوذكس من 1968 إلى 1986. أسس أبرشيات كيب تاون وزيمبابوي وكرس أول ثلاثة أساقفة أرثوذكس قي أفريقيا.